# Canoagem nos Jogos Olímpicos de Verão de 2020 - K-1 200 m feminino
A competição do K-1 200 metros feminino da canoagem nos Jogos Olímpicos de Verão de 2020 ocorreu nos dias 2 e 3 de agosto de 2021 no Sea Forest Waterway, em Tóquio. Um total de 34 canoístas de 24 Comitês Olímpicos Nacionais (CON) participaram do evento.

## Qualificação
Cada CON poderia qualificar apenas um barco, mas poderia inscrever até dois se tivesse vagas suficientes no caiaque em outros eventos. Um total de 12 vagas de qualificação estavam disponíveis, inicialmente alocadas conforme o seguinte:
- 5 vagas concedidas através do Campeonato Mundial de Canoagem de Velocidade de 2019;
- 6 vagas concedidas através de torneios continentais, sendo 2 vagas para a Europa e 1 para os demais continentes;
- 1 vaga concedida através da segunda etapa da Copa do Mundo de Canoagem de Velocidade de 2021.

As vagas de qualificação foram concedidas ao CON, não a canoísta que conquistou a vaga.
Um processo extensivo de realocação foi realizado, resultando em uma das vagas sendo realocada para uma classe maior do caiaque (500 metros). Lisa Carrington, da Nova Zelândia e Emma Jørgensen, da Dinamarca, também se qualificaram para o K-1 500 metros, resultando em realocação de suas vagas para os 200 metros. Mariya Kichasova-Skoryk, da Ucrânia, todavia havia se qualificado para o K-4, porém não para o K-1 500 metros; sua vaga foi realocada para a classe mencionada do caiaque.

## Formato
A canoagem de velocidade utiliza um formato de quatro fases para eventos com pelo menos 11 barcos, com eliminatórias, quartas de final, semifinais e finais. Os detalhes para cada fase dependem de quantos barcos estejam inscritos para a competição.
O percurso é um trajeto de águas planas com 9 metros de largura. O nome do evento descreve o formato particular da canoagem de velocidade. O formato "K" significa um caiaque (kayak, em inglês), na qual o canoísta fica sentado e utiliza dois remos e tem um leme operado pelo pé (em oposição a canoa, em que o canoísta fica ajoelhado e utiliza um único remo para remar e dirigir). O "1" é o número de canoístas em cada barco. Os "200 metros" são a distância da prova.

## Calendário
Horário local (UTC+9)
| Dia         | Horário | Fase             |
| ----------- | ------- | ---------------- |
| 2 de agosto | 9:30    | Eliminatórias    |
| 2 de agosto | 12:00   | Quartas de final |
| 3 de agosto | 9:30    | Semifinal        |
| 3 de agosto | 11:30   | Final            |

## Medalhistas
| Ouro   | NZL Lisa Carrington |
| Prata  | ESP Teresa Portela  |
| Bronze | DEN Emma Jørgensen  |

## Resultados

### Eliminatórias
O evento começou com as eliminatórias em 2 de agosto de 2021. Os dois primeiros barcos em cada bateria avançam diretamente para as semifinais e os restantes para as quartas de final.

#### Eliminatória 1
| Pos. | Raia | Canoísta                | CON            | Tempo  | Notas |
| ---- | ---- | ----------------------- | -------------- | ------ | ----- |
| 1    | 5    | Emma Jørgensen          | DEN Dinamarca  | 41.572 | SF    |
| 2    | 4    | Francesca Genzo         | ITA Itália     | 42.198 | SF    |
| 3    | 2    | Anamaria Govorčinović   | CRO Croácia    | 42.901 | QF    |
| 4    | 3    | Mariia Kichasova-Skoryk | UKR Ucrânia    | 44.564 | QF    |
| 5    | 1    | Khaoula Sassi           | TUN Tunísia    | 45.101 | QF    |
| 6    | 7    | Jade Tierney            | COK Ilhas Cook | 48.271 | QF    |
| 7    | 6    | Amira Kheris            | ALG Argélia    | 48.306 | QF    |

#### Eliminatória 2
| Pos. | Raia | Canoísta            | CON          | Tempo  | Notas |
| ---- | ---- | ------------------- | ------------ | ------ | ----- |
| 1    | 3    | Dóra Lucz           | HUN Hungria  | 41.098 | SF    |
| 2    | 5    | Marta Walczykiewicz | POL Polônia  | 41.100 | SF    |
| 3    | 4    | Linnea Stensils     | SWE Suécia   | 41.109 | QF    |
| 4    | 7    | Ma Qing             | CHN China    | 42.706 | QF    |
| 5    | 1    | Joana Vasconcelos   | POR Portugal | 43.059 | QF    |
| 6    | 6    | Léa Jamelot         | FRA França   | 43.589 | QF    |
| 7    | 2    | Samaa Ahmed         | EGY Egito    | 47.272 | QF    |

#### Eliminatória 3
| Pos. | Raia | Canoísta           | CON              | Tempo  | Notas |
| ---- | ---- | ------------------ | ---------------- | ------ | ----- |
| 1    | 5    | Teresa Portela     | ESP Espanha      | 40.812 | SF    |
| 2    | 3    | Anna Kárász        | HUN Hungria      | 41.127 | SF    |
| 3    | 4    | Deborah Kerr       | GBR Grã-Bretanha | 41.168 | QF    |
| 4    | 7    | Helena Wiśniewska  | POL Polônia      | 41.407 | QF    |
| 5    | 1    | Andréanne Langlois | CAN Canadá       | 41.525 | QF    |
| 6    | 6    | Brenda Rojas       | ARG Argentina    | 43.802 | QF    |
| 7    | 2    | Anne Cairns        | SAM Samoa        | 46.795 | QF    |

#### Eliminatória 4
| Pos. | Raia | Canoísta           | CON           | Tempo  | Notas |
| ---- | ---- | ------------------ | ------------- | ------ | ----- |
| 1    | 3    | Yin Mengdie        | CHN China     | 41.688 | SF    |
| 2    | 5    | Teresa Portela     | POR Portugal  | 42.050 | SF    |
| 3    | 6    | Vanina Paoletti    | FRA França    | 42.334 | QF    |
| 4    | 4    | Natalia Podolskaya | ROC           | 42.845 | QF    |
| 5    | 7    | Yuliia Yuriichuk   | UKR Ucrânia   | 43.760 | QF    |
| 6    | 1    | Sara Milthers      | DEN Dinamarca | 43.863 | QF    |
| 7    | 2    | Yuka Ono           | JPN Japão     | 45.251 | QF    |

#### Eliminatória 5
| Pos. | Raia | Canoísta                | CON               | Tempo  | Notas |
| ---- | ---- | ----------------------- | ----------------- | ------ | ----- |
| 1    | 5    | Lisa Carrington         | NZL Nova Zelândia | 40.715 | SF    |
| 2    | 2    | Svetlana Chernigovskaya | ROC               | 41.540 | SF    |
| 3    | 4    | Milica Novaković        | SRB Sérvia        | 41.579 | QF    |
| 4    | 3    | Emily Lewis             | GBR Grã-Bretanha  | 42.038 | QF    |
| 5    | 6    | Michelle Russell        | CAN Canadá        | 42.236 | QF    |
| 6    | 1    | Natalya Sergeyeva       | KAZ Cazaquistão   | 46.657 | QF    |

### Quartas de final
Nas quartas de final, realizadas em 2 de agosto de 2021, os dois primeiros barcos em cada bateria avançam para as semifinais e os restantes foram eliminados.

#### Quartas de final 1
| Pos. | Raia | Canoísta                | CON            | Tempo  | Notas |
| ---- | ---- | ----------------------- | -------------- | ------ | ----- |
| 1    | 2    | Andréanne Langlois      | CAN Canadá     | 41.728 | SF    |
| 2    | 4    | Ma Qing                 | CHN China      | 42.321 | SF    |
| 3    | 5    | Anamaria Govorčinović   | CRO Croácia    | 43.307 |       |
| 4    | 6    | Joana Vasconcelos       | POR Portugal   | 43.379 |       |
| 5    | 1    | Sara Milthers           | DEN Dinamarca  | 43.675 |       |
| 6    | 3    | Mariia Kichasova-Skoryk | UKR Ucrânia    | 44.247 |       |
| 7    | 8    | Samaa Ahmed             | EGY Egito      | 47.882 |       |
| 8    | 7    | Jade Tierney            | COK Ilhas Cook | 49.290 |       |

#### Quartas de final 2
| Pos. | Raia | Canoísta          | CON             | Tempo  | Notas |
| ---- | ---- | ----------------- | --------------- | ------ | ----- |
| 1    | 5    | Linnea Stensils   | SWE Suécia      | 41.313 | SF    |
| 2    | 4    | Milica Novaković  | SRB Sérvia      | 41.340 | SF    |
| 3    | 3    | Helena Wiśniewska | POL Polônia     | 41.559 |       |
| 4    | 7    | Léa Jamelot       | FRA França      | 43.338 |       |
| 5    | 2    | Yuliia Yuriichuk  | UKR Ucrânia     | 43.871 |       |
| 6    | 6    | Khaoula Sassi     | TUN Tunísia     | 45.809 |       |
| 7    | 1    | Natalya Sergeyeva | KAZ Cazaquistão | 46.736 |       |
| 8    | 8    | Anne Cairns       | SAM Samoa       | 47.141 |       |

#### Quartas de final 3
| Pos. | Raia | Canoísta           | CON              | Tempo  | Notas |
| ---- | ---- | ------------------ | ---------------- | ------ | ----- |
| 1    | 5    | Deborah Kerr       | GBR Grã-Bretanha | 42.742 | SF    |
| 2    | 2    | Michelle Russell   | CAN Canadá       | 42.940 | SF    |
| 3    | 3    | Emily Lewis        | GBR Grã-Bretanha | 42.945 |       |
| 4    | 4    | Vanina Paoletti    | FRA França       | 43.163 |       |
| 5    | 6    | Natalia Podolskaya | ROC              | 43.212 |       |
| 6    | 7    | Brenda Rojas       | ARG Argentina    | 44.876 |       |
| 7    | 8    | Yuka Ono           | JPN Japão        | 45.610 |       |
| 8    | 1    | Amira Kheris       | ALG Argélia      | 49.412 |       |

### Semifinais
Nas semifinais, realizadas em 3 de agosto de 2021, os quatro primeiros barcos em cada bateria avançam para a final A e os restantes para a final B.

#### Semifinal 1
| Pos. | Raia | Canoísta            | CON               | Tempo  | Notas  |
| ---- | ---- | ------------------- | ----------------- | ------ | ------ |
| 1    | 3    | Lisa Carrington     | NZL Nova Zelândia | 38.127 | OB, FA |
| 2    | 5    | Emma Jørgensen      | DEN Dinamarca     | 38.457 | FA     |
| 3    | 6    | Marta Walczykiewicz | POL Polônia       | 38.563 | FA     |
| 4    | 4    | Teresa Portela      | ESP Espanha       | 38.858 | FA     |
| 4    | 8    | Linnea Stensils     | SWE Suécia        | 38.858 | FA     |
| 6    | 2    | Teresa Portela      | POR Portugal      | 39.301 | FB     |
| 7    | 7    | Michelle Russell    | CAN Canadá        | 40.224 | FB     |
| 8    | 1    | Ma Qing             | CHN China         | 40.837 | FB     |

#### Semifinal 2
| Pos. | Raia | Canoísta                | CON              | Tempo  | Notas |
| ---- | ---- | ----------------------- | ---------------- | ------ | ----- |
| 1    | 4    | Dóra Lucz               | HUN Hungria      | 39.713 | FA    |
| 2    | 1    | Deborah Kerr            | GBR Grã-Bretanha | 39.751 | FA    |
| 3    | 7    | Andréanne Langlois      | CAN Canadá       | 39.952 | FA    |
| 4    | 3    | Francesca Genzo         | ITA Itália       | 40.000 | FA    |
| 5    | 5    | Yin Mengdie             | CHN China        | 40.069 | FB    |
| 6    | 8    | Milica Novaković        | SRB Sérvia       | 40.257 | FB    |
| 7    | 2    | Svetlana Chernigovskaya | ROC              | 40.433 | FB    |
| 8    | 6    | Anna Kárász             | HUN Hungria      | 40.724 | FB    |

### Finais
Nas finais, realizadas em 3 de agosto de 2021, os barcos participantes da final A disputaram as medalhas e os da final B para ficar entre a 10ª e a 16ª colocação.

#### Final A
| Pos.              | Raia | Canoísta            | CON               | Tempo  | Notas |
| ----------------- | ---- | ------------------- | ----------------- | ------ | ----- |
| Medalha de ouro   | 5    | Lisa Carrington     | NZL Nova Zelândia | 38.120 | OB    |
| Medalha de prata  | 9    | Teresa Portela      | ESP Espanha       | 38.883 |       |
| Medalha de bronze | 3    | Emma Jørgensen      | DEN Dinamarca     | 38.901 |       |
| 4                 | 7    | Marta Walczykiewicz | POL Polônia       | 39.170 |       |
| 5                 | 1    | Linnea Stensils     | SWE Suécia        | 39.287 |       |
| 6                 | 4    | Dóra Lucz           | HUN Hungria       | 39.442 |       |
| 7                 | 8    | Francesca Genzo     | ITA Itália        | 40.184 |       |
| 8                 | 6    | Deborah Kerr        | GBR Grã-Bretanha  | 40.409 |       |
| 9                 | 2    | Andréanne Langlois  | CAN Canadá        | 40.473 |       |

#### Final B
| Pos. | Raia | Canoísta                | CON          | Tempo  | Notas |
| ---- | ---- | ----------------------- | ------------ | ------ | ----- |
| 10   | 5    | Teresa Portela          | POR Portugal | 39.562 |       |
| 11   | 2    | Svetlana Chernigovskaya | ROC          | 39.977 |       |
| 12   | 4    | Yin Mengdie             | CHN China    | 40.365 |       |
| 13   | 3    | Michelle Russell        | CAN Canadá   | 40.527 |       |
| 13   | 6    | Milica Novaković        | SRB Sérvia   | 40.527 |       |
| 15   | 7    | Ma Qing                 | CHN China    | 40.652 |       |
| 16   | 8    | Anna Kárász             | HUN Hungria  | 41.242 |       |

Legenda
| Recorde mundial      | Recorde mundial (World record)               |                       | Recorde africano                      | Recorde africano (African) |                                           | Q | Classificado por posição (Qualified) |
| Recorde olímpico     | Recorde olímpico (Olympic record)            | Recorde da América    | Recorde da América (Americas)         | q                          | Classificado por melhor tempo (Qualified) |   |                                      |
| Melhor marca do ano  | Melhor marca do ano (World leading)          | Recorde asiático      | Recorde asiático (Asian)              | DNS                        | Não largou (Did not start)                |   |                                      |
| Recorde nacional     | Recorde nacional (National record)           | Recorde europeu       | Recorde europeu (European)            | DNF                        | Não terminou (Did not finish)             |   |                                      |
| Recorde pessoal      | Recorde pessoal do atleta (Personal best)    | Recorde da Oceania    | Recorde da Oceania (Oceania)          | DSQ / DQ                   | Desclassificado (Disqualified)            |   |                                      |
| Recorde da temporada | Recorde da temporada do atleta (Season best) | Recorde sul-americano | Recorde sul-americano (South America) | NM                         | Sem marca (No mark)                       |   |                                      |